# Anthreptes
Anthreptes é um género de ave da família Nectariniidae.

## Espécies
O gênero contém 15 espécies:
- Anthreptes reichenowi
- Anthreptes anchietae
- Anthreptes simplex
- Anthreptes malacensis
- Anthreptes griseigularis
- Anthreptes rhodolaemus
- Anthreptes gabonicus
- Anthreptes longuemarei
- Anthreptes orientalis
- Anthreptes neglectus
- Anthreptes aurantius
- Anthreptes seimundi
- Anthreptes rectirostris
- Anthreptes tephrolaemus
- Anthreptes rubritorques